# Vila Cova do Covelo e Mareco
Vila Cova do Covelo e Mareco (oficialmente: União das Freguesias de Vila Cova do Covelo e Mareco) é uma freguesia portuguesa do município de Penalva do Castelo, com 12,71 km² de área e 251 habitantes (censo de 2021). A sua densidade populacional é 19,7 hab./km².

## História
Foi criada aquando da reorganização administrativa de 2012/2013, resultando da agregação das antigas freguesias de Vila Cova do Covelo e Mareco. Os lugares da freguesia são: Vila Cova do Covelo, Aldeia do Rio Carapito e Mareco.

## Demografia
A população registada nos censos foi:
| Distribuição da População por Grupos Etários | Distribuição da População por Grupos Etários | Distribuição da População por Grupos Etários | Distribuição da População por Grupos Etários | Distribuição da População por Grupos Etários | Distribuição da População por Grupos Etários |
| -------------------------------------------- | -------------------------------------------- | -------------------------------------------- | -------------------------------------------- | -------------------------------------------- | -------------------------------------------- |
| Antes da agregação                           |                                              |                                              |                                              |                                              |                                              |
| Ano                                          | 0-14 anos                                    | 15-24 anos                                   | 25-64 anos                                   | >= 65 anos                                   | Total                                        |
| 2001                                         | 43                                           | 55                                           | 199                                          | 148                                          | 445                                          |
| 2011                                         | 18                                           | 19                                           | 133                                          | 147                                          | 317                                          |
| Após a agregação                             |                                              |                                              |                                              |                                              |                                              |
| Ano                                          | 0-14 anos                                    | 15-24 anos                                   | 25-64 anos                                   | >= 65 anos                                   | Total                                        |
| 2021                                         | 14                                           | 14                                           | 101                                          | 122                                          | 251                                          |